# Adagio (Film)
Adagio ist ein italienischer Spielfilm von Stefano Sollima aus dem Jahr 2023. Der Kriminalfilm mit unter anderem Pierfrancesco Favino und Toni Servillo in den Hauptrollen wurde beim Filmfestival von Venedig uraufgeführt. Es handelt sich um den letzten Teil einer Trilogie über die Kriminalität in Rom, die der Regisseur mit der Fernsehserie Romanzo criminale (2008–2010) und dem Spielfilm Suburra (2015) begonnen hatte.

## Handlung
Der 16-jährige Manuel kümmert sich um seinen betagten Vater und versucht gleichzeitig, das Leben so gut es geht zu genießen. Eines Tages wird er Opfer einer Erpressung. Manuel wird gezwungen, eine Party zu besuchen, um dort Fotos einer mysteriösen Person zu machen. Allmählich fühlt sich der Jugendliche aber getäuscht und beschließt fortzulaufen. Daraufhin wird Manuel von den Erpressern verfolgt, die sich als äußerst gefährlich erweisen. Sie wollen am liebsten den unbequemen Zeugen ausschalten. Manuel muss erkennen, dass er in eine riesige Verschwörung verwickelt ist. Er ist daraufhin gezwungen, zwei ehemalige Kriminelle zu kontaktieren, die mit seinem Vater bekannt waren. Er erhofft sich von den Männern Schutz vor seinen Verfolgern.

## Hintergrund

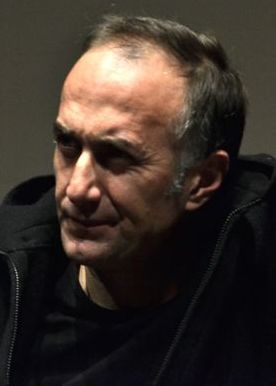
Stefano Sollima (2012)

Adagio ist der fünfte Spielfilm des ursprünglich auf Fernsehserien spezialisierten italienischen Regisseurs Stefano Sollima. Das Drehbuch schrieb er gemeinsam mit Stefano Bises. Beide hatten zuvor bereits an der internationalen Serie  ZeroZeroZero (2019–2020) zusammengearbeitet. Bei Adagio handelt sich um den letzten Teil einer Trilogie über die Kriminalität in Rom („trilogia criminale romana“), die der Regisseur mit der Fernsehserie Romanzo criminale (2008–2010) und dem Spielfilm Suburra (2015) begonnen hatte. Sollima gab an, „ungeduldig und aufgeregt“ gewesen zu sein, nach mehreren Jahren wieder dazu überzugehen, von seiner Stadt zu erzählen. Rom hätte sich in der Zwischenzeit verändert, ebenso wie der Regisseur selbst. Sollima pries Adagio als „zwielichtige Geschichte über Rache und Erlösung“ an.
Für die Hauptrollen wurden neben dem im Kino noch unerprobten Gianmarco Franchini in der Rolle des Manuel, die in Italien bekannten Darsteller Pierfrancesco Favino, Toni Servillo, Valerio Mastandrea und Adriano Giannini verpflichtet. Die Dreharbeiten begannen ab 5. September 2022 und sollten neun Wochen andauern. Für die Kamera zeichnete Paolo Carnera verantwortlich.
Adagio wurde von Lorenzo Mieli für The Apartment und Stefano Sollima für AlterEgo in Zusammenarbeit Vision Distribution produziert. Der Film soll weltweit ebenfalls von Vision Distribution vertrieben werden.

## Veröffentlichung
Die Premiere erfolgte am 2. September 2023 bei den 80. Filmfestspielen von Venedig, wo der Film in den Hauptwettbewerb eingeladen wurde.
Ein regulärer Kinostart in Italien soll im Verleih von Vision Distribution erfolgen.

## Auszeichnungen
Für Adagio erhielt Sollima seine erste Einladung in den Wettbewerb um den Goldenen Löwen, den Hauptpreis des Filmfestivals von Venedig.